# Campyloneurus speculiger
Campyloneurus speculiger är en stekelart som beskrevs av Günther Enderlein 1920. Campyloneurus speculiger ingår i släktet Campyloneurus och familjen bracksteklar. Inga underarter finns listade.